# Ptilope de Mercier
Ptilinopus mercierii
Espèce
Synonymes
- Kurukuru mercierii Des Murs & Prévost, 1849[2].

Statut de conservation UICN

 EX  : Éteint
Le Ptilope de Mercier (Ptilinopus mercierii) est une espèce fossile d’oiseaux de la famille des Columbidae.

## Présentation
L'espèce a disparu. Elle était endémique à la Polynésie française. Le dernier enregistrement a été celui de la sous-espèce tristrami sur Hiva Oa en 1922. Son extinction est attribuée aux prédations introduites sur les îles avec le Grand-duc d'Amérique (Bubo virginianus), les rats et les chats.

## Systématique
L'espèce Ptilinopus mercierii a été initialement décrite en 1849 par les ornithologues et naturalistes français Marc Athanase Parfait Œillet Des Murs (1804-1894) et Florent Prévost (1794-1870) sous le protonyme de Kurukuru mercierii.

## Liste des sous-espèces
Selon la classification de référence du Congrès ornithologique international (version 11.2, 2021) :
- sous-espèce † Ptilinopus mercierii mercierii (Des Murs & Prévost, 1849)
- sous-espèce † Ptilinopus mercierii tristrami Salvadori, 1892

## Étymologie
Son épithète spécifique, mercierii, lui a été donnée en l'honneur de M. Mercier du Jardin botanique de la ville de Paris qui avait rapporté cette espèce en 1848 sous le nom de « Colombe Kurukuru à calotte pourpre ».